# Superbest (Rino Gaetano)
Superbest è un album di Rino Gaetano pubblicato nel 1996.

## Tracce
1. Aida
2. Nuntereggae più
3. Berta filava
4. Resta vile maschio, dove vai?
5. Gianna
6. Spendi spandi effendi
7. Ahi Maria
8. E cantava le canzoni
9. Escluso il cane
10. Nel letto di Lucia
11. E io ci sto
12. Solo con io